# John Sewell (piłkarz)
John David Sewell (ur. 7 lipca 1936 w Londynie, zm. 21 listopada 2021) – angielski piłkarz grający na pozycji obrońcy, trener, występował w Anglii oraz w amerykańskiej NASL.

## Życiorys

### Młodość
Urodził się w południowej dzielnicy Londynu – Brockley. Już jako nastolatek był dobrze wysportowany. Początkowo uprawiał rugby, był dwukrotnie powołany do szkolnej drużyny narodowej do lat 15. Po ukończeniu szkoły w 1954 roku, zdecydował się jednak na karierę piłkarską i rozpoczął treningi w Bexleyheath & Welling.

### Kariera w Anglii
5 stycznia 1955 roku, przeniósł się do występującej w First Division Charltonu Athletic, jednak na debiut w najwyższej klasie rozgrywkowej w Anglii musiał czekać aż do 1957, gdyż przez dwa lata musiał odbyć służbę wojskową. W klubie z Londynu John Sewell grał do 1963 roku. W sumie rozegrał w tym klubie 204 mecze i strzelił 5 goli.
Następnie przeniósł się do występującego w trzeciej klasie rozgrywkowej lokalnego rywala Charltonu, Crystal Palace. Jednak w First Division z Crystal Palace zadebiutował w 1969 roku, a w 1967 roku został kapitanem zespołu.
W grudniu 1970 roku, w meczu przeciwko Leeds United strzelił jedną z najładniejszych bramek w historii Crystal Palace. W ostatnich minutach meczu strzelał lobując piłkę z trzydziestu metrów, bramkarz Leeds, Gary Sprake, złapał piłkę na linii bramkowej, a następnie niefortunnie wrzucił ją do własnej bramki. Z Crystal Palace odszedł w 1971 roku. W sumie dla tego zespołu rozegrał 258 meczów i strzelił 9 goli.

### Kariera w USA
Po zaledwie jednym sezonie w First Division, zdecydował się wyjechać do Stanów Zjednoczonych w celu kontynuowania kariery piłkarskiej w lidze NASL. Spędził w latach 1972–1975 cztery sezony w St. Louis Stars, dla którego rozegrał 58 meczów i strzelił 4 gole. W tym czasie w 1972 roku dotarł z tą drużyną do finału ligi NASL, w którym jego drużyna uległa New York Cosmos 1:2. W 1973 roku, został grającym trenerem drużyny Stars, którym był do rozwiązania klubu w 1977 roku. Podczas kariery trenerskiej w Stars został wybranym Trenerem Roku w 1975 roku.
Następnie drużyna St. Louis Stars przeniosła się do Anaheim i występowała tam w latach 1978–1981 pod nazwą California Surf, a Sewell przez ten czas trenował zespół.

### Emerytura
Po zakończeniu kariery piłkarskiej przez prawie trzydzieści lat mieszkał w Kalifornii, kiedy to w 2006 roku przeprowadził się do stanu Waszyngton. W chwili śmierci mieszkał wraz z żoną Maureen w Seattle.

## Osiągnięcia sportowe
Jako piłkarz
- Wicemistrz USA: 1972

Jako trener
- Trener Roku w NASL: 1975